# Bãi Na Khoai
Bãi Na Khoai là một bãi ngầm thuộc cụm Bình Nguyên của quần đảo Trường Sa.
Bãi Na Khoai là đối tượng tranh chấp giữa Việt Nam, Đài Loan, Philippines và Trung Quốc. Hiện chưa rõ nước nào thực sự kiểm soát bãi này.
- Tên gọi: bãi Na Khoai; tiếng Anh: Lord Auckland Shoal; tiếng Filipino: Lapu-Lapu; tiếng Trung: 莪兰暗沙; bính âm: Élán ànshā, Hán-Việt: Nga Lan ám sa
- Đặc điểm: sâu tối thiểu 14,6 m. Diện tích của bãi là 70 km².[2]